# Puente la Reina de Jaca
Puente la Reina de Jaca là một đô thị trong tỉnh Huesca, Aragon, Tây Ban Nha. Theo điều tra dân số 2004 (INE), đô thị này có dân số là 246 người.